# 转蛛科
转蛛科（学名：Trochanteriidae）是蜘蛛目下的一个科。全球已记录有6个属、52个已知种，除欧洲、北美洲及南极洲外，其他大部分地区均有分布。